# Reginar II.
Reginar II. († nach 932) war von 916 bis 932 Graf von Hennegau, der 916 an der Seite des westfränkischen Königs Karl III. dem Einfältigen urkundlich auftritt, sich am Aufstand seines Bruders Giselbert gegen den König nicht beteiligte, daher mit seinem Bruder in Kampf geriet, sich später aber wieder mit diesem versöhnte.

## Herkunft
Reginar II. stammte aus der europäischen Hochadelsfamilie der Reginare. Er war der zweite Sohn des niederlothringischen dux und marchio Reginar I. und dessen Gemahlin Alberada (cl. 916 – 919). Sein älterer Bruder war Giselbert, der spätere Herzog von Lothringen. Seine Schwester, deren Vornamen unbekannt ist, war mit Berengar Graf im Lommagau und Maifeld, Graf von Namur (cl. 933) verheiratet.

## Leben
Reginar wird erstmals mit seinem Bruder am 19. Januar 916 an der Seite des westfränkischen Königs Karl III. des Einfältigen in Herstal urkundlich erwähnt. Dabei trug er bereits den Titel eines Grafen (comes), allerdings geben zeitgenössische Quellen nicht darüber Auskunft, wann er im Hennegau als Graf eingesetzt worden war. Möglicherweise übernahm er das Amt von Sigehard († nach 908), oder er konnte es von seinem gegen Jahresende 915 gestorben Vater direkt übernommen haben. Dass Reginar II. als Graf des Hennegau amtierte, geht aus der Vita des Gerhard von Brogne und einer im Jahr 966 von Kaiser Otto I. dem Großen ausgestellten Urkunde hervor.
Reginar II. trug den Aufstand seines Bruders Giselbert gegen König Karl III. dem Einfältigen nicht mit und geriet dadurch in einen Kampf mit seinem Bruder, in dem der Hennegau von Giselbert verwüstet wurde. 924 wurde Giselbert von seinem Schwager Berengar vom Lommegau gefangen genommen und erst wieder freigelassen, nachdem Reginar einen seiner Söhne dem Schwager als Geisel gestellt hatte. Nachdem Lotharingien bis 926 unter die Oberherrschaft des ostfränkischen Reichs gefallen war versöhnte sich Reginar mit seinem Bruder, da beide die neuen Herrschaftsverhältnisse anerkannten.

## Ehe und Kinder
Reginar II. war mit Adelheid Herzogin von Burgund, einer Tochter von Herzog Richard der Gerichtsherr und dessen Gemahlin, Adelheid Gräfin von Auxerre, Herzogin von Transjuranien, verheiratet. Aus dieser Ehe stammen mindestens drei Söhne und eine Tochter:
- Reginar III. Langhals († 973), Graf von Hennegau
- Rudolf (cl. 944, † nach 966), Graf im Maasgau und im Haspengau (Hesbaye)
- Lietard (944 †)
- NN, ⚭ mit Graf Nevelung von Betuwe (943 †)